# Provinz Maule
Die Provinz Maule (spanisch Provincia de Maule) war eine Provinz in Chile. Sie wurde am 30. August 1826 aus den 1823 gebildeten Delegaciones Cauquenes, Itata, Linares, Parral und San Carlos der Intendencia de Concepción gebildet. Zur Hauptstadt wurde Cauquenes bestimmt. 1833 wurden die Delegaciones in Departamentos umgewandelt.
Die Provinz Maule bestand nun aus den folgenden fünf Departamentos:
- Cauquenes
- Itata
- Linares
- Parral
- San Carlos

Am 21. April 1834 wurde das Departamento de Constitución aus Teilen des Departamentos Cauquenes gebildet.
Am 2. Februar 1848 schloss sich das Departamento San Carlos mit dem Departamento Chillán aus der Provinz Concepción zur neuen Provinz Ñuble zusammen.
Nachdem am 11. Dezember 1873 die Provinz Linares gegründet wurde, verblieben in der Provinz Maule die folgenden Departamentos:
- Cauquenes
- Constitución
- Itata

Am 8. November 1901 wurde das Departamento Chanco aus Teilen des Departamentos Cauquenes gebildet.
Zwischen 1927 und 1936 war Linares die Hauptstadt und die Departamentos Linares, Loncomilla und Parral gehörten außerdem zur Provinz Maule.
In den 1970er Jahren wurde die Provinz aufgelöst und Teil der neuen Región del Maule.